# Europeada 2016
L'Europeada 2016 è stata la 3ª edizione dell'omonimo torneo organizzato dalla FUEN.

## Torneo maschile
Il torneo maschile è stato disputato da 23 squadre (la Minoranza turca in Tracia occidentale si è ritirata prima dell'inizio del torneo) ed è stato vinto per la terza volta consecutiva dalla selezione del Südtirol.
Verso la fine del torneo, la Minoranza croata in Serbia è stata squalificata per essersi ritirata al 40' nella semifinale contro l'Occitania, per un rigore assegnatole contro. L'organizzazione ha deciso dunque di assegnarle d'ufficio la 23ª posizione e di multarla per l'ammontare del deposito di partecipazione.

### Fase a gironi

#### Gruppo A
| Pos | Squadra                               | G | V | N | P | GF | GS | DG  | Pt | Risultato                        |
| --- | ------------------------------------- | - | - | - | - | -- | -- | --- | -- | -------------------------------- |
| 1   | Selezione ladina                      | 3 | 3 | 0 | 0 | 10 | 1  | +9  | 9  | Qualificata alla fase successiva |
| 2   | Minoranza ungherese in Romania        | 3 | 2 | 0 | 1 | 7  | 3  | +4  | 6  |                                  |
| 3   | Tatari di Crimea                      | 3 | 1 | 0 | 2 | 1  | 14 | −13 | 3  |                                  |
| 4   | Minoranza turca in Tracia occidentale | 3 | 0 | 0 | 3 | 0  | 0  | 0   | 0  |                                  |

| San Martino in Badia 19 giugno 2016 | Selezione ladina | 2 – 1 referto | Minoranza ungherese in Romania |  |

|  | Tatari di Crimea | 3 – 0 (tav.) | Minoranza turca in Tracia occidentale |  |

| San Vigilio 20 giugno 2016 | Tatari di Crimea | 1 – 6 referto | Minoranza ungherese in Romania |  |

|  | Selezione ladina | 3 – 0 (tav.) | Minoranza turca in Tracia occidentale |  |

|  | Minoranza turca in Tracia occidentale | 0 – 3 (tav.) | Minoranza ungherese in Romania |  |

| Valdaora 21 giugno 2016 | Selezione ladina | 8 – 0 referto | Tatari di Crimea |  |

#### Gruppo B
| Pos | Squadra                                 | G | V | N | P | GF | GS | DG  | Pt | Risultato                        |
| --- | --------------------------------------- | - | - | - | - | -- | -- | --- | -- | -------------------------------- |
| 1   | Minoranza croata in Serbia              | 3 | 3 | 0 | 0 | 20 | 2  | +18 | 9  | Qualificata alla fase successiva |
| 2   | Lia Rumantscha                          | 3 | 2 | 0 | 1 | 9  | 7  | +2  | 6  |                                  |
| 3   | Minoranza romanì in Ungheria            | 3 | 1 | 0 | 2 | 6  | 8  | −2  | 3  |                                  |
| 4   | Unione estone delle minoranze nazionali | 3 | 0 | 0 | 3 | 0  | 18 | −18 | 0  |                                  |

| Villabassa 19 giugno 2016 | Minoranza romanì in Ungheria | 4 – 0 referto | Unione estone delle minoranze nazionali |  |

| Villabassa 19 giugno 2016 | Minoranza croata in Serbia | 5 – 2 referto | Lia Rumantscha |  |

| Valdaora 20 giugno 2016 | Minoranza croata in Serbia | 10 – 0 referto | Unione estone delle minoranze nazionali |  |

| Valdaora 20 giugno 2016 | Minoranza romanì in Ungheria | 2 – 3 referto | Lia Rumantscha |  |

| Villabassa 21 giugno 2016 | Lia Rumantscha | 4 – 0 referto | Unione estone delle minoranze nazionali |  |

| Villabassa 21 giugno 2016 | Minoranza romanì in Ungheria | 0 – 5 referto | Minoranza croata in Serbia |  |

#### Gruppo C
| Pos | Squadra                       | G | V | N | P | GF | GS | DG  | Pt | Risultato                        |
| --- | ----------------------------- | - | - | - | - | -- | -- | --- | -- | -------------------------------- |
| 1   | Alta Ungheria                 | 3 | 2 | 1 | 0 | 13 | 2  | +11 | 7  | Qualificata alla fase successiva |
| 2   | Minoranza slovena in Carinzia | 3 | 2 | 0 | 1 | 15 | 3  | +12 | 6  |                                  |
| 3   | Selezione sorba               | 3 | 1 | 1 | 1 | 9  | 6  | +3  | 4  |                                  |
| 4   | Schleswig settentrionale      | 3 | 0 | 0 | 3 | 1  | 27 | −26 | 0  |                                  |

| Valle Aurina 19 giugno 2016 | Minoranza slovena in Carinzia | 0 – 1 referto | Alta Ungheria |  |

| Valle Aurina 19 giugno 2016 | Selezione sorba | 5 – 1 referto | Schleswig settentrionale |  |

| Selva dei Molini 20 giugno 2016 | Selezione sorba | 2 – 2 referto | Alta Ungheria |  |

| Selva dei Molini 20 giugno 2016 | Minoranza slovena in Carinzia | 12 – 0 referto | Schleswig settentrionale |  |

| Campo Tures 21 giugno 2016 | Schleswig settentrionale | 0 – 10 referto | Alta Ungheria |  |

| Campo Tures 21 giugno 2016 | Minoranza slovena in Carinzia | 3 – 2 referto | Selezione sorba |  |

#### Gruppo D
| Pos | Squadra                        | G | V | N | P | GF | GS | DG  | Pt | Risultato                        |
| --- | ------------------------------ | - | - | - | - | -- | -- | --- | -- | -------------------------------- |
| 1   | Occitania                      | 3 | 2 | 1 | 0 | 9  | 3  | +6  | 7  | Qualificata alla fase successiva |
| 2   | Minoranza slovacca in Ungheria | 3 | 2 | 0 | 1 | 12 | 7  | +5  | 6  |                                  |
| 3   | Schleswig meridionale          | 3 | 1 | 1 | 1 | 9  | 4  | +5  | 4  |                                  |
| 4   | Selezione aromuna              | 3 | 0 | 0 | 3 | 2  | 18 | −16 | 0  |                                  |

| Campo Tures 19 giugno 2016 | Occitania | 4 – 1 referto | Selezione aromuna |  |

| Campo Tures 19 giugno 2016 | Schleswig meridionale | 2 – 3 referto | Minoranza slovacca in Ungheria |  |

| Valle Aurina 20 giugno 2016 | Schleswig meridionale | 6 – 0 referto | Selezione aromuna |  |

| Valle Aurina 20 giugno 2016 | Occitania | 4 – 1 referto | Minoranza slovacca in Ungheria |  |

| Selva dei Molini 21 giugno 2016 | Minoranza slovacca in Ungheria | 8 – 1 referto | Selezione aromuna |  |

| Selva dei Molini 21 giugno 2016 | Occitania | 1 – 1 referto | Schleswig meridionale |  |

#### Gruppo E
| Pos | Squadra               | G | V | N | P | GF | GS | DG  | Pt | Risultato                        |
| --- | --------------------- | - | - | - | - | -- | -- | --- | -- | -------------------------------- |
| 1   | Südtirol              | 3 | 3 | 0 | 0 | 14 | 3  | +11 | 9  | Qualificata alla fase successiva |
| 2   | Frisia settentrionale | 3 | 1 | 1 | 1 | 10 | 15 | −5  | 4  |                                  |
| 3   | Isola di Man          | 3 | 1 | 0 | 2 | 4  | 6  | −2  | 3  |                                  |
| 4   | Alta Silesia          | 3 | 0 | 1 | 2 | 6  | 10 | −4  | 1  |                                  |

| Valdaora 19 giugno 2016 | Südtirol | 3 – 0 referto | Isola di Man |  |

| Valdaora 19 giugno 2016 | Frisia settentrionale | 5 – 5 referto | Alta Silesia |  |

| Villabassa 20 giugno 2016 | Frisia settentrionale | 3 – 2 referto | Isola di Man |  |

| Villabassa 20 giugno 2016 | Südtirol | 3 – 1 referto | Alta Silesia |  |

| Valdaora 21 giugno 2016 | Alta Silesia | 0 – 2 referto | Isola di Man |  |

| Valdaora 21 giugno 2016 | Südtirol | 8 – 2 referto | Frisia settentrionale |  |

#### Gruppo F
| Pos | Squadra                       | G | V | N | P | GF | GS | DG  | Pt | Risultato                        |
| --- | ----------------------------- | - | - | - | - | -- | -- | --- | -- | -------------------------------- |
| 1   | Minoranza tedesca in Russia   | 3 | 2 | 1 | 0 | 17 | 1  | +16 | 7  | Qualificata alla fase successiva |
| 2   | Minoranza serba in Croazia    | 3 | 1 | 2 | 0 | 10 | 2  | +8  | 5  |                                  |
| 3   | Minoranza tedesca in Ungheria | 3 | 0 | 2 | 1 | 4  | 13 | −9  | 2  |                                  |
| 4   | Selezione cimbra              | 3 | 0 | 1 | 2 | 3  | 18 | −15 | 1  |                                  |

| Falzes 19 giugno 2016 | Selezione cimbra | 0 – 8 referto | Minoranza serba in Croazia |  |

| Falzes 19 giugno 2016 | Minoranza tedesca in Russia | 9 – 0 referto | Minoranza tedesca in Ungheria |  |

| San Martino in Badia 20 giugno 2016 | Minoranza tedesca in Russia | 0 – 0 referto | Minoranza serba in Croazia |  |

| San Martino in Badia 20 giugno 2016 | Selezione cimbra | 2 – 2 referto | Minoranza tedesca in Ungheria |  |

| San Vigilio 21 giugno 2016 | Minoranza tedesca in Ungheria | 2 – 2 referto | Minoranza serba in Croazia |  |

| San Vigilio 21 giugno 2016 | Selezione cimbra | 1 – 8 referto | Minoranza tedesca in Russia |  |

#### Classificazione delle seconde
| Pos | Gr | Squadra                        | G | V | N | P | GF | GS | DG  | Pt | Risultato                        |
| --- | -- | ------------------------------ | - | - | - | - | -- | -- | --- | -- | -------------------------------- |
| 1   | C  | Minoranza slovena in Carinzia  | 3 | 2 | 0 | 1 | 15 | 3  | +12 | 6  | Qualificate alla fase successiva |
| 2   | A  | Minoranza ungherese in Romania | 3 | 2 | 0 | 1 | 10 | 3  | +7  | 6  | Qualificate alla fase successiva |
| 3   | D  | Minoranza slovacca in Ungheria | 3 | 2 | 0 | 1 | 12 | 7  | +5  | 6  |                                  |
| 4   | B  | Lia Rumantscha                 | 3 | 2 | 0 | 1 | 9  | 7  | +2  | 6  |                                  |
| 5   | F  | Minoranza serba in Croazia     | 3 | 1 | 2 | 0 | 10 | 2  | +8  | 5  |                                  |
| 6   | E  | Frisia settentrionale          | 3 | 1 | 1 | 1 | 10 | 15 | −5  | 4  |                                  |

1. ↑  Qualificate per la miglior differenza reti (nel caso della Minoranza ungherese in Romania, vengono considerate anche le tre reti a tavolino assegnate in seguito al forfait della Minoranza turca in Tracia occidentale).

### Fase a eliminazione diretta

#### Tabellone
|  | Quarti di finale               | Quarti di finale               | Quarti di finale              |                               |                            | Semifinali                 | Semifinali | Semifinali |  |  | Finale | Finale | Finale |  |
|  |                                |                                |                               |                               |                            |                            |            |            |  |  |        |        |        |  |
|  | Minoranza croata in Serbia     | Minoranza croata in Serbia     | 2                             |                               |                            |                            |            |            |  |  |        |        |        |  |
|  | Minoranza croata in Serbia     | Minoranza croata in Serbia     | 2                             |                               |                            |                            |            |            |  |  |        |        |        |  |
|  | Selezione ladina               | Selezione ladina               | 0                             |                               |                            |                            |            |            |  |  |        |        |        |  |
|  | Selezione ladina               | Selezione ladina               | 0                             |                               | Minoranza croata in Serbia | Minoranza croata in Serbia | 0          |            |  |  |        |        |        |  |
|  |                                |                                |                               |                               | Minoranza croata in Serbia | Minoranza croata in Serbia | 0          |            |  |  |        |        |        |  |
|  |                                |                                | Occitania (tav.)              | Occitania (tav.)              | 3                          |                            |            |            |  |  |        |        |        |  |
|  | Occitania (dtr)                | Occitania (dtr)                | Occitania (tav.)              | Occitania (tav.)              | 3                          | 1 (5)                      |            |            |  |  |        |        |        |  |
|  | Occitania (dtr)                | Occitania (dtr)                |                               |                               |                            |                            |            |            |  |  |        |        |        |  |
|  | Alta Ungheria                  | Alta Ungheria                  | 1 (3)                         |                               |                            |                            |            |            |  |  |        |        |        |  |
|  | Alta Ungheria                  | Alta Ungheria                  | 1 (3)                         |                               | Occitania                  | Occitania                  | 1          |            |  |  |        |        |        |  |
|  |                                |                                |                               |                               |                            |                            |            |            |  |  |        |        |        |  |
|  |                                |                                | Südtirol                      | Südtirol                      | 2                          |                            |            |            |  |  |        |        |        |  |
|  | Südtirol                       | Südtirol                       | Südtirol                      | Südtirol                      | 2                          | 6                          |            |            |  |  |        |        |        |  |
|  | Südtirol                       | Südtirol                       |                               |                               |                            |                            |            |            |  |  |        |        |        |  |
|  | Minoranza ungherese in Romania | Minoranza ungherese in Romania | 1                             |                               |                            |                            |            |            |  |  |        |        |        |  |
|  | Minoranza ungherese in Romania | Minoranza ungherese in Romania | 1                             |                               | Südtirol                   | Südtirol                   | 2          |            |  |  |        |        |        |  |
|  |                                |                                |                               |                               | Südtirol                   | Südtirol                   | 2          |            |  |  |        |        |        |  |
|  |                                |                                | Minoranza slovena in Carinzia | Minoranza slovena in Carinzia | 1                          |                            |            |            |  |  |        |        |        |  |
|  | Minoranza tedesca in Russia    | Minoranza tedesca in Russia    | Minoranza slovena in Carinzia | Minoranza slovena in Carinzia | 1                          | 3                          |            |            |  |  |        |        |        |  |
|  | Minoranza tedesca in Russia    | Minoranza tedesca in Russia    |                               |                               |                            |                            |            |            |  |  |        |        |        |  |
|  | Minoranza slovena in Carinzia  | Minoranza slovena in Carinzia  | 6                             |                               |                            |                            |            |            |  |  |        |        |        |  |

#### Quarti di finale
| San Vigilio 23 giugno 2016 | Minoranza croata in Serbia | 2 – 0 referto | Selezione ladina |  |

| Valdaora 23 giugno 2016                      | Occitania            | 1 – 1 referto | Alta Ungheria |  |
| \| \| \| \| \| \| Tiri di rigore 5 – 3 \| \| |                      |               |               |  |
|                                              |                      |               |               |  |
|                                              | Tiri di rigore 5 – 3 |               |               |  |

| 23 giugno 2016 | Südtirol | 6 – 1 referto | Minoranza ungherese in Romania |  |

| San Martino in Badia 23 giugno 2016 | Minoranza tedesca in Russia | 3 – 6 referto | Minoranza slovena in Carinzia |  |

#### Semifinali
| San Martino in Badia 24 giugno 2016 | Minoranza croata in Serbia | 0 – 3 (tav.) referto | Occitania |  |

| San Martino in Badia 23 giugno 2016 | Südtirol | 2 – 1 referto | Minoranza slovena in Carinzia |  |

#### Finale 3º posto
In seguito alla squalifica della Minoranza croata in Serbia, la finale per il terzo posto non viene disputata. La Minoranza slovena in Carinzia consegue il terzo posto d'ufficio.

#### Finale
| Campo Tures 25 giugno 2016 | Occitania | 1 – 2 referto | Südtirol |  |

### Torneo di classificazione
In seguito alla squalifica della Minoranza croata in Serbia, tutti gli incontri di classificazione vengono aggiornati di una posizione verso l'alto.

#### Torneo per il 4º posto
|  | Semifinali 4º-7º posto         | Semifinali 4º-7º posto         | Semifinali 4º-7º posto      |                             |               | Finale 4º posto                | Finale 4º posto                | Finale 4º posto |  |
|  |                                |                                |                             |                             |               |                                |                                |                 |  |
|  | Selezione ladina               | Selezione ladina               | 1                           |                             |               |                                |                                |                 |  |
|  | Selezione ladina               | Selezione ladina               | 1                           |                             |               |                                |                                |                 |  |
|  | Alta Ungheria                  | Alta Ungheria                  | 3                           |                             |               |                                |                                |                 |  |
|  | Alta Ungheria                  | Alta Ungheria                  | 3                           |                             | Alta Ungheria | Alta Ungheria                  | 1                              |                 |  |
|  |                                |                                |                             |                             | Alta Ungheria | Alta Ungheria                  | 1                              |                 |  |
|  |                                |                                | Minoranza tedesca in Russia | Minoranza tedesca in Russia | 0             |                                |                                |                 |  |
|  | Minoranza ungherese in Romania | Minoranza ungherese in Romania | Minoranza tedesca in Russia | Minoranza tedesca in Russia | 0             | 3                              |                                |                 |  |
|  | Minoranza ungherese in Romania | Minoranza ungherese in Romania |                             |                             |               | 3                              |                                |                 |  |
|  | Minoranza tedesca in Russia    | Minoranza tedesca in Russia    | 4                           |                             |               | Finale 6º posto                | Finale 6º posto                | Finale 6º posto |  |
|  | Minoranza tedesca in Russia    | Minoranza tedesca in Russia    | 4                           |                             |               |                                |                                |                 |  |
|  |                                |                                |                             |                             |               |                                |                                |                 |  |
|  |                                |                                |                             |                             |               | Selezione ladina (tav.)        | Selezione ladina (tav.)        | 3               |  |
|  |                                |                                |                             |                             |               | Selezione ladina (tav.)        | Selezione ladina (tav.)        | 3               |  |
|  |                                |                                |                             |                             |               | Minoranza ungherese in Romania | Minoranza ungherese in Romania | 0               |  |

##### Semifinali
| Falzes 24 giugno 2016 | Selezione ladina | 1 – 3 referto | Alta Ungheria |  |

| Falzes 24 giugno 2016 | Minoranza ungherese in Romania | 3 – 4 referto | Minoranza tedesca in Russia |  |

##### Finale 4º posto
| Valle Aurina 25 giugno 2016 | Alta Ungheria | 1 – 0 referto | Minoranza tedesca in Russia |  |

##### Finale 6º posto
| 25 giugno 2016 | Selezione ladina | 3 – 0 (tav.) referto | Minoranza ungherese in Romania |  |

#### Finale 8º posto
| Selva dei Molini 24 giugno 2016 | Minoranza slovacca in Ungheria | 4 – 2 referto | Lia Rumantscha |  |

#### Finale 10º posto
| Selva dei Molini 24 giugno 2016 | Minoranza serba in Croazia | 2 – 3 referto | Schleswig meridionale |  |

#### Finale 12º posto
| Valle Aurina 24 giugno 2016 | Selezione sorba | 9 – 0 referto | Frisia settentrionale |  |

#### Finale 14º posto
| Valle Aurina 24 giugno 2016 | Minoranza romanì in Ungheria | 0 – 3 referto | Isola di Man |  |

#### Finale 16º posto
| Villabassa 24 giugno 2016 | Tatari di Crimea | 0 – 4 referto | Minoranza tedesca in Ungheria |  |

#### Finale 18º posto
| Villabassa 24 giugno 2016 | Alta Silesia | 10 – 0 referto | Selezione cimbra |  |

#### Finale 20º posto
| San Vigilio 24 giugno 2016 | Selezione aromuna | 3 – 0 referto | Schleswig settentrionale |  |

#### Finale 22º posto
| 24 giugno 2016 | Unione estone delle minoranze nazionali | 3 – 0 (tav.) referto | Minoranza croata in Serbia |  |

### Classifica finale
| Pos | Squadra                                 | G | V | N | P | GF | GS | DG  |
| --- | --------------------------------------- | - | - | - | - | -- | -- | --- |
| 1   | Südtirol                                | 6 | 6 | 0 | 0 | 24 | 6  | +18 |
| 2   | Occitania                               | 6 | 3 | 2 | 1 | 11 | 6  | +5  |
| 3   | Minoranza slovena in Carinzia           | 5 | 3 | 0 | 2 | 22 | 8  | +14 |
| 4   | Alta Ungheria                           | 6 | 4 | 2 | 0 | 18 | 4  | +14 |
| 5   | Minoranza tedesca in Russia             | 6 | 3 | 1 | 2 | 24 | 11 | +13 |
| 6   | Selezione ladina                        | 6 | 4 | 0 | 2 | 11 | 6  | +5  |
| 7   | Minoranza ungherese in Romania          | 6 | 2 | 0 | 4 | 11 | 13 | −2  |
| 8   | Minoranza slovacca in Ungheria          | 4 | 3 | 0 | 1 | 16 | 9  | +7  |
| 9   | Lia Rumantscha                          | 4 | 2 | 0 | 2 | 11 | 11 | 0   |
| 10  | Schleswig meridionale                   | 4 | 2 | 1 | 1 | 12 | 6  | +6  |
| 11  | Minoranza serba in Croazia              | 4 | 1 | 2 | 1 | 12 | 5  | +7  |
| 12  | Selezione sorba                         | 4 | 2 | 1 | 1 | 18 | 6  | +12 |
| 13  | Frisia settentrionale                   | 4 | 1 | 1 | 2 | 10 | 24 | −14 |
| 14  | Isola di Man                            | 4 | 2 | 0 | 2 | 7  | 6  | +1  |
| 15  | Minoranza romanì in Ungheria            | 4 | 1 | 0 | 3 | 6  | 11 | −5  |
| 16  | Minoranza tedesca in Ungheria           | 4 | 1 | 2 | 1 | 8  | 13 | −5  |
| 17  | Tatari di Crimea                        | 4 | 1 | 0 | 3 | 1  | 18 | −17 |
| 18  | Alta Silesia                            | 4 | 1 | 1 | 2 | 16 | 10 | +6  |
| 19  | Selezione cimbra                        | 4 | 0 | 1 | 3 | 3  | 28 | −25 |
| 20  | Selezione aromuna                       | 4 | 1 | 0 | 3 | 5  | 18 | −13 |
| 21  | Schleswig settentrionale                | 4 | 0 | 0 | 4 | 1  | 30 | −29 |
| 22  | Unione estone delle minoranze nazionali | 4 | 1 | 0 | 3 | 0  | 18 | −18 |
| 23  | Minoranza croata in Serbia              | 6 | 4 | 0 | 2 | 22 | 2  | +20 |
| 24  | Minoranza turca in Tracia occidentale   | 3 | 0 | 0 | 3 | 0  | 0  | 0   |

1. ↑  Squalificata.
2. ↑  Ritiratasi prima dell'inizio del torneo.

## Torneo femminile
Il torneo femminile è stato disputato per la prima volta da sei formazioni ed è stato vinto dalla selezione del Südtirol.

### Fase a gironi

#### Gruppo X
| Pos | Squadra         | G | V | N | P | GF | GS | DG  | Pt | Risultato                               |
| --- | --------------- | - | - | - | - | -- | -- | --- | -- | --------------------------------------- |
| 1   | Occitania       | 2 | 2 | 0 | 0 | 14 | 2  | +12 | 6  | Qualificate alla fase successiva        |
| 2   | Südtirol        | 2 | 1 | 0 | 1 | 6  | 2  | +4  | 3  | Qualificate alla fase successiva        |
| 3   | Selezione sorba | 2 | 0 | 0 | 2 | 1  | 17 | −16 | 0  | Qualificata alla finale per il 5º posto |

| Selva dei Molini 19 giugno 2016 | Occitania | 12 – 1 referto | Selezione sorba |  |

| Campo Tures 20 giugno 2016 | Südtirol | 5 – 0 referto | Selezione sorba |  |

| Valle Aurina 21 giugno 2016 | Occitania | 2 – 1 referto | Südtirol |  |

#### Gruppo Y
| Pos | Squadra                     | G | V | N | P | GF | GS | DG  | Pt | Risultato                               |
| --- | --------------------------- | - | - | - | - | -- | -- | --- | -- | --------------------------------------- |
| 1   | Minoranza tedesca in Russia | 2 | 2 | 0 | 0 | 10 | 0  | +10 | 6  | Qualificate alla fase successiva        |
| 2   | Selezione ladina            | 2 | 1 | 0 | 1 | 2  | 2  | 0   | 3  | Qualificate alla fase successiva        |
| 3   | Lia Rumantscha              | 2 | 0 | 0 | 2 | 1  | 11 | −10 | 0  | Qualificata alla finale per il 5º posto |

| San Vigilio 19 giugno 2016 | Minoranza tedesca in Russia | 1 – 0 referto | Selezione ladina |  |

| Falzes 20 giugno 2016 | Lia Rumantscha | 1 – 2 referto | Selezione ladina |  |

| San Martino in Badia 21 giugno 2016 | Minoranza tedesca in Russia | 9 – 0 referto | Lia Rumantscha |  |

### Fase a eliminazione diretta

#### Tabellone
|  | Semifinali                  | Semifinali                  | Semifinali |          |           | Finale                            | Finale                            | Finale          |  |
|  |                             |                             |            |          |           |                                   |                                   |                 |  |
|  | Occitania                   | Occitania                   | 6          |          |           |                                   |                                   |                 |  |
|  | Occitania                   | Occitania                   | 6          |          |           |                                   |                                   |                 |  |
|  | Selezione ladina            | Selezione ladina            | 0          |          |           |                                   |                                   |                 |  |
|  | Selezione ladina            | Selezione ladina            | 0          |          | Occitania | Occitania                         | 2                                 |                 |  |
|  |                             |                             |            |          | Occitania | Occitania                         | 2                                 |                 |  |
|  |                             |                             | Südtirol   | Südtirol | 3         |                                   |                                   |                 |  |
|  | Minoranza tedesca in Russia | Minoranza tedesca in Russia | Südtirol   | Südtirol | 3         | 0                                 |                                   |                 |  |
|  | Minoranza tedesca in Russia | Minoranza tedesca in Russia |            |          |           | 0                                 |                                   |                 |  |
|  | Südtirol                    | Südtirol                    | 1          |          |           | Finale 3º posto                   | Finale 3º posto                   | Finale 3º posto |  |
|  | Südtirol                    | Südtirol                    | 1          |          |           |                                   |                                   |                 |  |
|  |                             |                             |            |          |           |                                   |                                   |                 |  |
|  |                             |                             |            |          |           | Selezione ladina                  | Selezione ladina                  | 0 (2)           |  |
|  |                             |                             |            |          |           | Selezione ladina                  | Selezione ladina                  | 0 (2)           |  |
|  |                             |                             |            |          |           | Minoranza tedesca in Russia (dtr) | Minoranza tedesca in Russia (dtr) | 0 (3)           |  |

#### Semifinali
| Falzes 23 giugno 2016 | Occitania | 6 – 0 referto | Selezione ladina |  |

| Campo Tures 23 giugno 2016 | Minoranza tedesca in Russia | 0 – 1 referto | Südtirol |  |

#### Finale 5º posto
| Selva dei Molini 23 giugno 2016 | Selezione sorba | 1 – 0 referto | Lia Rumantscha |  |

#### Finale 3º posto
| Valdaora 24 giugno 2016                      | Selezione ladina     | 0 – 0 referto | Minoranza tedesca in Russia |  |
| \| \| \| \| \| \| Tiri di rigore 2 – 3 \| \| |                      |               |                             |  |
|                                              |                      |               |                             |  |
|                                              | Tiri di rigore 2 – 3 |               |                             |  |

#### Finale
| Valdaora 24 giugno 2016 | Occitania | 2 – 3 referto | Südtirol |  |

### Classifica finale
| Pos | Squadra                     | G | V | N | P | GF | GS | DG  |
| --- | --------------------------- | - | - | - | - | -- | -- | --- |
| 1   | Südtirol                    | 4 | 3 | 0 | 1 | 10 | 4  | +6  |
| 2   | Occitania                   | 4 | 3 | 0 | 1 | 22 | 5  | +17 |
| 3   | Minoranza tedesca in Russia | 4 | 2 | 1 | 1 | 10 | 1  | +9  |
| 4   | Selezione ladina            | 4 | 1 | 1 | 2 | 2  | 8  | −6  |
| 5   | Selezione sorba             | 3 | 1 | 0 | 2 | 2  | 17 | −15 |
| 6   | Lia Rumantscha              | 3 | 0 | 0 | 3 | 1  | 12 | −11 |